# Elecciones parlamentarias de Georgia de 2020
Las elecciones parlamentarias de Georgia de 2020 se realizaron el 31 de octubre para elegir a los 150 miembros del Parlamento.

## Sistema electoral
En la elección anterior, los 150 miembros del Parlamento fueron elegidos por dos métodos: 77 eran de una sola circunscripción a nivel nacional que usaba representación proporcional de lista cerrada con un umbral electoral del 5 % que se reduciría al 3 % para las elecciones de 2020. Los otros 73 fueron elegidos en distritos electorales uninominales utilizando un sistema modificado de dos vueltas, en el que los candidatos tenían que recibir más del 30 % de los votos válidos para ganar en la primera vuelta. Se llevó a cabo una segunda ronda entre los dos mejores candidatos si no había ningún ganador en la primera ronda.

### Nueva ley electoral

División mayoritaria de Georgia recientemente propuesta con distritos más grandes

En junio de 2019, el partido político Sueño Georgiano anunció planes para cambiar el sistema electoral a una representación proporcional de lista completa de partidos sin un umbral electoral. A pesar de contar con el apoyo de los partidos de oposición, la legislación no se aprobó ya que solo 101 de los 150 diputados votaron a favor, menos del 75 % requerido para cambiar la ley electoral.
Luego de que las enmiendas propuestas no fueran aprobadas con el 75% de los votos de los diputados parlamentarios, el gobierno y la oposición mantuvieron varias rondas de diálogo, y a principios de marzo de 2020 se emitió un memorando de entendimiento de todos los partidos del espectro político. La nueva ley electoral estipula que 120 diputados serán elegidos por representación proporcional, mientras que otros 30 serán elegidos en distritos uninominales. Los distritos electorales se elaborarán de acuerdo con las instrucciones dadas por la Comisión de Venecia y el sistema judicial de Georgia. Para los escaños de representación proporcional, el umbral electoral es del 1 %. Para los distritos electorales de un solo miembro, un candidato obtendrá la condición de diputado del Parlamento si obtiene el 50 % de los votos en la primera ronda. Si eso no sucede, los dos primeros candidatos participarán en una segunda vuelta cuyo ganador será elegido. La embajada de Estados Unidos en Tiflis elogió estos acuerdos, al igual que los principales diplomáticos europeos que han deseado que las elecciones de 2020 sean libres y transparentes. Ningún partido puede obtener una mayoría de escaños sin obtener al menos el 40 % de los votos del electorado.
En su primera audiencia el 21 de junio, el parlamento georgiano aprobó las reformas electorales. 136 diputados votaron a favor de estas reformas, mientras que 5 diputados votaron en contra. En la segunda lectura del proyecto de ley, 115 diputados votaron a favor de las reformas, mientras que 3 votaron en contra y 1 se abstuvo. La oposición conformada por el Movimiento Nacional Unido y Georgia Europea no participaron en la votación, ya que exigieron la liberación de las figuras de la oposición, es decir, Giorgi Rurua.
El 29 de junio de 2020, el Parlamento de Georgia adoptó las reformas electorales, y 117 de los 142 miembros votaron a favor de las reformas. El secretario de Estado de los Estados Unidos Mike Pompeo, felicitó estas reformas electorales y pidió al Parlamento y a los funcionarios que respeten la voluntad del pueblo.

### Cambios adicionales en el reglamento electoral
El parlamento georgiano aprobó más reformas electorales; sin embargo, los cambios constitucionales definitivos provinieron de las sugerencias de la OSCE y la Oficina para las Instituciones Democráticas y los Derechos Humanos al código electoral existente en lugar de las negociaciones entre el gobierno y la oposición. Estos incluyen la regulación de los anuncios electorales, la participación de entidades no gubernamentales en el proceso electoral, la regulación de la publicación de encuestas de opinión y la introducción de una cuota de género del 25 %. La cuota se mantendrá intacta hasta 2028. No menos de uno de cada tres candidatos en cada partido debe pertenecer a otro género. 94 parlamentarios apoyaron estas reformas, mientras que Georgia Europea y el MNU boicotearon la votación. La embajada de Estados Unidos elogió las reformas, aunque expresó su preocupación por las brechas restantes en la legislación electoral, incluida la falta de transparencia en la selección de los miembros de la Comisión Electoral, la resolución de disputas, la intimidación de los votantes y la provisión de canales alternativos para hacer campaña durante la pandemia de coronavirus.

## Periodo preelectoral y campaña
Antes de las elecciones, el Movimiento Nacional Unido, Georgia Europea, el Partido Laborista Georgiano y Nueva Georgia formaron una alianza. El 19 de junio de 2020, anunciaron una lista conjunta de seis candidatos, que competirán en las elecciones en Tiflis. El partido recién formado Lelo por Georgia se negó a unirse a la alianza. Los analistas dicen que aunque Sueño Georgiano sufrió una caída en popularidad como consecuencia de la represión de las protestas anticorrupción de 2019-2020, su manejo relativamente exitoso de la pandemia por coronavirus ha llevado a un aumento en la popularidad.
Pronto empezaron a surgir problemas en la alianza. El líder del partido Ciudadanos Aleko Elisashvili abandonó la alianza, acusando a la oposición de actuar en interés propio y de abrazar puntos de vista prorrusos. La oposición, a su vez, acusó a Elishasvili de intentar arruinar la unidad de la alianza.
Al 19 de junio de 2020, la alianza de oposición estaba formada por 31 partidos políticos.
El partido de oposición Girchi dijo que si ingresa al parlamento, entregará autos Tesla, a través de una lotería a los votantes que asistan a las elecciones. Dijeron que comprarían los coches con la financiación estatal concedida a los partidos parlamentarios.
El 4 de septiembre de 2020, la comisión electoral dijo que 66 partidos se habían registrado con éxito para postularse en las elecciones de 2020.

## Encuestas de opinión
| Fecha                               | Encuestador                                                                                           | SG              | MNU                                                                            | GE    | SLP   | APG  | GU   | Ciudadanos | Girchi | Lelo | MD | Otros/NA | Ventaja |   |      |       |
| ----------------------------------- | --- | --------------- | ------------------------------------------------------------------------------ | ----- | ----- | ---- | ---- | ---------- | ------ | ---- | -- | -------- | ------- | - | ---- | ----- |
| Fecha                               | Encuestador                                                                                           | Octubre de 2020 | Public Opinion Strategies Archivado el 24 de enero de 2021 en Wayback Machine. | 56%   | 19.9% | 4.3% | 2.2% | 4.6%       | 1.6%   | N/A  | 3% | 3.9%     | Ventaja | - | 4.5% | 36.1% |
| Octubre de 2020                     | Survation                                                                                             | 55%             | 22%                                                                            | 4%    | 2%    | 3%   | N/A  | N/A        | 2%     | 4%   | -  | 8%       | 33%     |   |      |       |
| Octubre de 2020                     | Georgia Europea                                                                                       | 27%             | 19%                                                                            | 11.7% | 4.1%  | 1.4% | N/A  | 1.9%       | 4.0%   | 5.1% | -  | 15.3%    | 8.8%    |   |      |       |
| Octubre de 2020                     | IPSOS                                                                                                 | 26.2%           | 17.8%                                                                          | 5.3%  | 2.1%  | 1.2% | 0.7% | 0.5%       | 2.7%   | 2.7% | -  | 34%      | 8.4%    |   |      |       |
| Octubre de 2020                     | Edison Research                                                                                       | 36%             | 17%                                                                            | 5%    | 3%    | 3%   | 1%   | 1%         | 2%     | 2%   | -  | 24%      | 19%     |   |      |       |
| Octubre de 2020                     | IPSOS                                                                                                 | 24.5%           | 17.4%                                                                          | 6.9%  | 1.9%  | 1.7% | 1.0% | 1.0%       | 1.7%   | 3.4% | -  | 33%      | 7.1%    |   |      |       |
| Septiembre de 2020                  | IPSOS                                                                                                 | 25%             | 15.5%                                                                          | 5%    | 3%    | 3%   | 2.5% | 1.5%       | 2.5%   | 2%   | -  | 33%      | 9.5%    |   |      |       |
| Septiembre de 2020                  | Edison Research                                                                                       | 38%             | 15%                                                                            | 6%    | 3%    | 3%   | 1%   | 1%         | 3%     | 3%   | -  | 23%      | 23%     |   |      |       |
| Agosto de 2020                      | Edison Research Archivado el 1 de octubre de 2020 en Wayback Machine.                                 | 38%             | 16%                                                                            | 6%    | 3%    | 3%   | 2%   | 3%         | 5%     | 5%   | -  | 15%      | 22%     |   |      |       |
| Agosto de 2020                      | IRI                                                                                                   | 33%             | 16%                                                                            | 5%    | 3%    | 3%   | 1%   | 2%         | 2%     | 4%   | -  | 29%      | 17%     |   |      |       |
| Julio de 2020                       | Edison Research                                                                                       | 39%             | 16%                                                                            | 5%    | 3%    | 3%   | 1%   | 0%         | 2%     | 3%   | 1% | 27%      | 23%     |   |      |       |
| Febrero de 2020                     | Edison Research                                                                                       | 37%             | 22%                                                                            | 8%    | 6%    | 6%   | 2%   | 3%         | 2%     | 7%   | 3% | 4%       | 15%     |   |      |       |
| Febrero de 2020                     | Ipsos                                                                                                 | 34%             | 24%                                                                            | 10%   | 6%    | 5%   | 2%   | 3%         | 3%     | 8%   | 8% | 5%       | 10%     |   |      |       |
| Enero de 2020                       | Ipsos                                                                                                 | 22%             | 17%                                                                            | 9%    | 4%    | 4%   | 2%   | 2%         | 2%     | 6%   | 6% | 32%      | 5%      |   |      |       |
| Diciembre de 2019                   | NDI                                                                                                   | 20%             | 13%                                                                            | 8%    | 5%    | 4%   | 2%   | 3%         | 2%     | 5%   | 5% | 38%      | 7%      |   |      |       |
| Octubre de 2019                     | IRI                                                                                                   | 23%             | 15%                                                                            | 5%    | 5%    | 4%   | 2%   | 4%         | 2%     | 7%   | 7% | 33%      | 8%      |   |      |       |
| Octubre de 2019                     | Edison Research                                                                                       | 26%             | 18%                                                                            | 7%    | 4%    | 4%   | 2%   | 3%         | 3%     | 4%   | 2% | 27%      | 8%      |   |      |       |
| Septiembre de 2019                  | IRI                                                                                                   | 23%             | 15%                                                                            | 5%    | 5%    | 4%   | 2%   | 3%         | 2%     | 3%   | 2% | 36%      | 8%      |   |      |       |
| Junio de 2019                       | IRI                                                                                                   | 26%             | 22%                                                                            | 7%    | 5%    | 5%   | 2%   | 2%         | 1%     | -    | -  | 30%      | 4%      |   |      |       |
| Mayo de 2019                        | Ipsos                                                                                                 | 29%             | 22%                                                                            | 10%   | 5%    | 5%   | <3%  | <3%        | <3%    | -    | -  | >20%     | 7%      |   |      |       |
| Abril de 2019                       | NDI                                                                                                   | 17%             | 14%                                                                            | 3%    | <3%   | 3%   | <3%  | <3%        | <3%    | -    | -  | >51%     | 3%      |   |      |       |
| Diciembre de 2018                   | NDI                                                                                                   | 24%             | 11%                                                                            | 3%    | <3%   | 3%   | <3%  | <3%        | <3%    | -    | -  | >47%     | 13%     |   |      |       |
| 28 de octubre de 2018               | Elecciones presidenciales                                                                             | 38%             | 37%                                                                            | 10%   | 3%    | -    | -    | -          | 2%     | -    | 2% | 8%       | 1%      |   |      |       |
| Junio-julio de 2018                 | NDI (enlace roto disponible en Internet Archive; véase el historial, la primera versión y la última). | 20%             | 11%                                                                            | 4%    | 3%    | <3%  | <3%  | <3%        | <3%    | -    | -  | >50%     | 9%      |   |      |       |
| 10 al 22 de abril de 2018           | IRI                                                                                                   | 27%             | 17%                                                                            | 7%    | 5%    | 4%   | 3%   | <3%        | <3%    | -    | -  | >31%     | 10%     |   |      |       |
| Marzo–abril de 2018                 | NDI                                                                                                   | 31%             | 9%                                                                             | 5%    | 3%    | 3%   | <3%  | <3%        | <3%    | -    | -  | >40%     | 22%     |   |      |       |
| Noviembre–diciembre de 2017         | NDI                                                                                                   | 27%             | 10%                                                                            | 3%    | <3%   | 3%   | <3%  | <3%        | <3%    | -    | -  | >45%     | 17%     |   |      |       |
| 21 de octubre de 2017               | Elecciones locales                                                                                    | 55%             | 17%                                                                            | 10%   | 3%    | 6%   | 3%   | -          | -      | -    | 1% | 5%       | 38%     |   |      |       |
| 18 de junio al 9 de julio de 2017   | NDI                                                                                                   | 27%             | 8%                                                                             | 3%    | <3%   | <3%  | <3%  | <3%        | <3%    | -    | -  | >47%     | 19%     |   |      |       |
| 22 de febrero al 8 de marzo de 2017 | IRI                                                                                                   | 30%             | 15%                                                                            | 8%    | 6%    | 4%   | 3%   | <3%        | <3%    | -    | -  | >28%     | 15%     |   |      |       |
| 8 de octubre de 2016                | Elecciones parlamentarias                                                                             | 49%             | 27%                                                                            | –     | 3%    | 5%   | 4%   | –          | –      | –    | –  | 12%      | 21%     |   |      |       |

## Consecuencias
Una encuesta a boca de urna realizada por Imedi TV mostró que Sueño Georgiano lideraba con el 55% de los votos, mientras que según las encuestas realizadas por Rustavi 2 mostró el mismo partido obtuvo el 52,26% de los votos emitidos.  Mtavari Arji y Formula TV mostraron consecutivamente al partido ganando el 41% y el 46% de los votos.  Poco después, Georgian Dream declaró la victoria. Sin embargo, la oposición se negó a admitir la derrota y afirmó que había obtenido suficientes votos para formar un gobierno de coalición.  El líder de la UNM David Kirtadze dijo: "Esta no es una imagen real".  El corresponsal de Al Jazeera Robin Forestier-Walker informó que la mayoría de los votantes pudieron emitir sus votos "de forma segura y libre", aunque hubo incidentes de violencia. La Asamblea Parlamentaria de la OSCE declaró que "las elecciones fueron competitivas", mientras que también informó de "acusaciones generalizadas de presión sobre los votantes y desdibujamiento de la línea divisoria entre el partido gobernante y el estado". La embajada de los Estados Unidos en Georgia, al comentar la declaración de la OSCE, dijo: "Hacemos un llamado a todas las partes para que aborden estas deficiencias antes de la segunda vuelta y en futuras elecciones. Estos esfuerzos para corromper el proceso electoral mediante la intimidación de los votantes, la compra de votos  interferir con el secreto de las votaciones, difuminar las actividades oficiales y de los partidos y la violencia contra los observadores electorales y los periodistas, aunque no es suficiente para invalidar los resultados, continúan estropeando el proceso electoral de Georgia y son inaceptables ".
El 3 de noviembre de 2020, todos los partidos de oposición georgianos firmaron una declaración conjunta renunciando a sus escaños en el parlamento hasta que se repitan las elecciones parlamentarias (que consideran nulas y sin valor).